# Reform Martin
Reform Martin GmbH (firmiert als Martin Reformstark) ist ein seit 2004 bestehendes, österreichweit tätiges Unternehmen des Einzelhandels mit Hauptsitz in Innsbruck, das in seinen Handelspraktiken und Sortiment auf den Ideen der Lebensreform geprägten Reformhausbewegung basiert. Seit 2023 bestehen neben den üblichen Reformstark Martin Filialen auch Reformstark Martin Drogeriemärkte.

## Geschichte
Firmenbeginn der Rechtsform war laut dem österreichischen Online-Firmenverzeichnis FirmenABC.at der 16. Januar 2004.
In der Selbstdarstellung führt das Unternehmen seine Wurzeln auf Ludwig Tachezy zurück, der 1905 in Innsbruck seine erste Drogerie eröffnete, der weitere in Tirol folgten. Tachezys Enkelin Barbara Sponring stieg 1973 in das unter Ludwig Tachezy „zur Hygiea“ GmbH firmierende Unternehmen ein. Durch ihren Beitrag wurden die Drogerien konzeptionell auch zu Parfümerien erweitert. Sponring eröffnete 1996 auch das erste Vollreformhaus in der Innsbrucker Altstadt. Auf diesen Grundlagen folgte dann 2004 die Gründung des Unternehmens Reform Martin mit Sponrings Sohn Alexander Martin als geschäftsführendem Gesellschafter.
Zum zenhjährigen Jubiläum 2014 teilte das Unternehmen mit, dass in 30 Filialen 180 Mitarbeiter tätig seien, die einen Jahresumsatz von 25 Mio. Euro erwirtschafteten.
Im Mai 2021 öffnete das Unternehmen dann die 50. Filiale in Österreich. Im Rahmen dessen teilte der Händler mit, dass der Personalstamm bei 300 Mitarbeitern und der Jahresumsatz bei 40 Mio. Euro liege.

## Angebot
Das Angebot der Kette umfasst unter anderem Lebensmittel, pflanzliche Nahrungsergänzungsmittel, rezeptfreie Naturarzneimittel sowie Artikel für Körperpflege und Kosmetik. Die angebotenen Produkte erfüllen die Kriterien einer umweltschonenden und natürlichen Herstellung, sie enthalten beispielsweise keine synthetischen Konservierungsstoffe und dürfen nicht gentechnisch verändert worden sein.
Ein weiterer Schwerpunkt des Angebotes sind spezielle Produkte für Menschen mit verschiedensten Lebensmittelunverträglichkeiten, Allergien oder Gluten-Unverträglichkeit.
Seit August 2018 werden vermehrt Produkte unter der Eigenmarke Reformhaus angeboten.